# Mercator Cooper
Mercator Cooper (Sag Harbor, 29 settembre 1803 – Barranquilla, 1872) è stato un navigatore statunitense.
È ricordato per essere stato il primo americano a sbarcare a Tokyo e il primo uomo a sbarcare ufficialmente nel continente antartico.
Nel 1845 intraprese una spedizione di caccia alla balena nel Pacifico occidentale con la nave Manhattan. Arrivato in prossimità delle coste del Giappone, fu intercettato da navi giapponesi, che gli impedirono di proseguire. Dopo molte insistenze, lo scortarono verso il porto di Tokyo. Il 18 aprile 1845 fu il primo americano a sbarcare ufficialmente in Giappone.
Al ritorno portò con sé una mappa del porto di Tokyo, che venne usata da Matthew Perry per la sua storica visita a Tokyo del 1853.
Il 26 gennaio 1853, durante una spedizione di caccia al tricheco in Antartide con la nave Levant, fu il primo uomo a sbarcare nel continente antartico, nella Terra della Regina Vittoria. Il libro di bordo di questa spedizione è conservato nella Long Island Room della East Hampton Library di East Hampton, nella Contea di Suffolk, New York.